# Cibersexe
El cibersexe és una activitat sexual en què dues o més persones connectades mitjançant una xarxa informàtica s'envien missatges sexualment explícits que descriuen una experiència sexual. És un tipus de joc de rols en el qual els participants fan veure que estan tenint relacions sexuals, descriuen les seves accions i responen als missatges dels altres participants per tal d'estimular els seus desitjos i fantasies sexuals. La qualitat d'una trobada de sexe virtual depèn generalment de la capacitat dels participants per a evocar una imatge vívida en les ments dels seus companys. Són així mateix claus la imaginació i la suspensió de la incredulitat (davant de possibles contradiccions).

## Elements tecnològics
El cibersexe se sol practicar a través d'una sala de conversa xat (com el IRC o les sales de conversa d'algunes pàgines web) o un servei de missatgeria instantània. La creixent popularitat de les càmeres d'Internet ha donat lloc a més parelles que les utilitzen per conferir a la trobada un aspecte més visual. L'intercanvi de correus electrònics sexualment explícits també es pot considerar com sexe virtual. Se sol recórrer al sexe virtual per afavorir la masturbació o com a introducció per a una futura cita per tenir relacions sexuals en la vida real. També es pot recórrer a trobades similars mitjançant el servei de SMS a través del telèfon mòbil.

## Sexe virtual i sexe telefònic
El  sexe virtual  és una forma de sexe sense penetració ni contacte físic, on dues o més persones es transmeten missatges explícitament sexuals, mitjançant alguna forma d'equip comunicacional.
- Cibersexe és sexe virtual per Internet, la qual cosa inclou els correus electrònics, missatgeria instantània, sales de xat, jocs, etc.
- Sexe per telèfon és també una forma de sexe virtual, que inclou els missatges de text escrits o multimèdia amb imatges.

El cibersexe es distingeix del sexe telefònic en què el primer té un major anonimat i és més fàcil trobar una parella. El cibersexe sol donar-se entre desconeguts o persones que s'acaben de conèixer per Internet.
Els serveis d'estimulació sexual telefònica de pagament es coneixen com a telèfon eròtic, i impliquen l'abonament d'una tarifa preestablerta per minut de connexió.
Aquesta forma de sexe s'ha expandit gràcies al creixement massiu de formes de comunicació a tot el món. Hi ha moltes sales de xat exclusives amb l'objectiu de reunir persones que volen tenir sexe virtual des de qualsevol part del món.
Fins al moment no hi ha consens sobre les implicacions psicològiques que comporta aquest tipus de relacions.

## Joc de papers
En el cibersexe es pot intentar emular el sexe real de manera que els participants intenten que l'experiència sigui el més versemblant possible, encara que també es pot considerar un tipus de joc de papers que permet als participants experimentar sensacions inusuals i experimentar actes sexuals que no intentarien en la vida real. Entre participants "seriosos", el cibersexe pot ser part d'una trama més gran: els personatges poden ser amant sobre cònjuges, o un personatge podria ser violat per començar la història. En aquestes situacions, els participants solen considerar entitats diferents dels personatges que estan tenint les relacions sexuals.
Se sol ridiculitzar el cibersexe perquè els participants no solen tenir cap informació sobre la persona amb la qual estan parlant: la persona a l'altre extrem de la línia podria ser un home o una dona. Com l'objectiu principal del cibersexe és la simulació realista d'una experiència sexual, aquesta informació no sol ser necessària ni desitjada.

## Aspectes positius i negatius

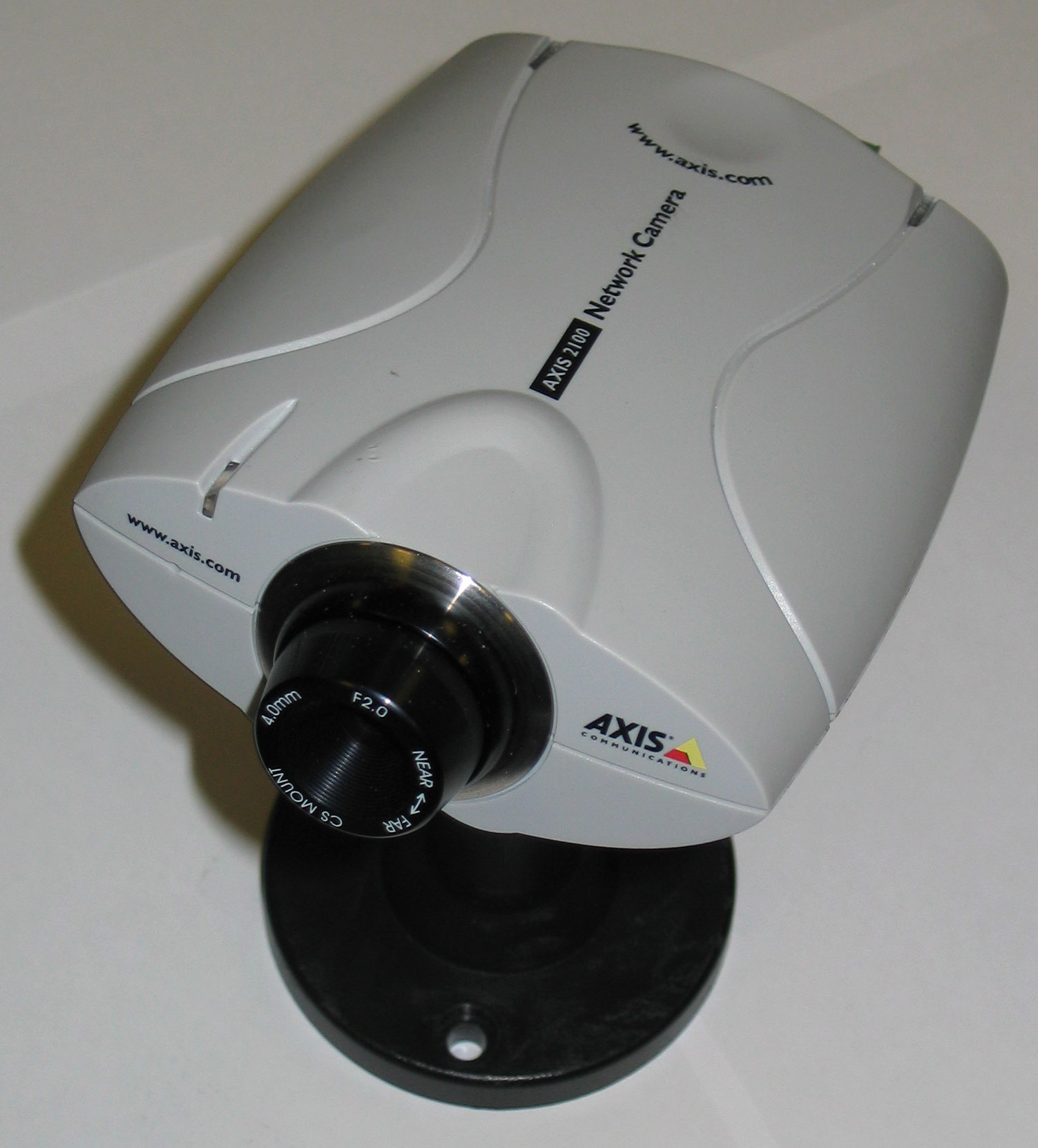
Càmera web.

### Avantatges
Atès que el cibersexe pot satisfer alguns desitjos sexuals sense comportar risc d'embaràs o de contraure infeccions de transmissió sexual (ITS), es pot considerar una manera físicament segur per a la gent d'experimentar amb pensaments i sentiments de naturalesa sexual. Així mateix, persones amb patiments crònics (com, per exemple, el sida), poden trobar en el sexe virtual una manera segura d'aconseguir satisfacció sexual sense posar en risc la seva parella.
El cibersexe, a més, permet a parelles ja consolidades mantenir-se en contacte tot i estar físicament separades. En relacions que es veuen interrompudes per la separació geogràfica, el sexe virtual pot tenir la important funció de conservar la dimensió sexual d'una relació en la que per alguna raó els membres de la parella es veuen amb poca freqüència. El sexe virtual també permet als seus practicants participar en una fantasia que, a causa de limitacions físiques o socials o per por a la mala interpretació o el rebuig, no s'atrevirien a fer realitat en la vida real.

## Tipus de cibersexe
El cibersexe també pot millorar la qualitat de l'joc de papers en els MUD si MMORPG s, conferint als personatges unes característiques i motivacions més semblants a la vida real. De fet, es fa difícil interpretar una relació realista dins d'un joc sense ludir als aspectes sexuals de la relació.

## Novetats tecnològiques
Alguns jocs en xarxa, com Red Light Center, estan dedicats al cibersexe ia altres continguts per a adults. Aquests jocs en línia sovint reben el nom de AMMORPG s. En els MUDs, el sexe virtual rep el nom en anglès de  mudsex . En algunes variants de TinyMUD s, particularment Muck s, el terme anglès  TinySex , abreujat "TS", és bastant comú. Vegeu també  yiff .

## Nous tipus de literatura
El cibersexe també pot ser utilitzat per escriptors de ficció original narrant en tercera persona. D'aquesta manera s'obtenen relats més realistes i sexualment suggerents, amb dues persones o més implicades en el procés. També pot ser utilitzat per escriptors que volen escriure escenes de sexe més realistes, mitjançant l'intercanvi d'idees a la xarxa.

## Cibersexe i psicoteràpia
El sexe per Internet també ha estat utilitzat en psicoteràpia per ajudar a persones amb problemes de timidesa o inseguretat. Per exemple, algun terapeuta fa que els seus pacients practiquen les tècniques de seducció a una sala de conversa.

### Inconvenients i problemes relacionats
Es debat sobre si el cibersexe suposa un tipus d'infidelitat. Encara que no hi ha contacte físic, els crítics sostenen que les fortes emocions que s'experimenten poden suposar una pressió afegida sobre les relacions de parella, especialment quan el cibersexe culmina en un romanç per Internet. Així com s'han donat casos de compromisos matrimonials a través de l'ordinador, també s'han donat casos de divorcis provocats pel sexe virtual.
El cibersexe pot així mateix donar lloc a una addicció a la xarxa, que es considera una causa de l'aïllament social i una pèrdua de la productivitat en el treball.

### Cibersexe i pedofília
Se sap que alguns pedòfils han recorregut al cibersexe amb menors d'edat. En el transcurs d'aquestes converses, de vegades intenten enviar pornografia infantil per la xarxa o organitzar cites.
En els Estats Units, alguns agents de policia es dediquen a fingir ser menors d'edat per capturar els pedòfils que intenten organitzar cites amb ells. Aquesta pràctica, d'altra banda controvertida, s'ha tornat popular entre internautes que no treballen per la policia, però que registren les converses i les pugen a una pàgina web, i de vegades denuncien el fet a la policia. Un d'aquests llocs és Perverted-Justice.com.
Existeix també una xarxa d'adolescents i pares joves que s'autoanomenen ciberàngels, que dediquen el seu temps al ciberespai, per estendre trampes i denunciar els pedòfils que actuen a Internet.